# Kanton Saint-Malo-1
Der Kanton Saint-Malo-1 (bretonisch Kanton Sant-Maloù-1) ist seit 2015 ein französischer Wahlkreis im Arrondissement Saint-Malo, im Département Ille-et-Vilaine und in der Region Bretagne; sein Hauptort ist Saint-Malo.

## Geschichte
Der Kanton entstand 2015 mit der Neuordnung der Kantone in Frankreich. Die Gemeinden gehörten früher zu den Kantonen Cancale (3 Gemeinden) und Saint-Malo-Sud (1 Gemeinde + Teile von Saint-Malo).

## Lage
Der Kanton Saint-Malo-1 liegt im Nordwesten des Départements Ille-et-Vilaine.

## Gemeinden
Der Kanton besteht aus 5 Gemeinden und Gemeindeteilen mit insgesamt 46.040 Einwohnern (Stand: 1. Januar 2022) auf einer Gesamtfläche von 93,49 km²:
| Gemeinde               | Gallo        | Bretonisch   | Einwohner (2022) | Fläche (km²) | Code postal | Code Insee |
| ---------------------- | ------------ | ------------ | ---------------- | ------------ | ----------- | ---------- |
| Cancale                | Cauncall     | Kankaven     | 5.554            | 12,61        | 35260       | 35049      |
| La Gouesnière          | La Goénierr  | Gouenaer     | 2.000            | 8,74         | 35350       | 35122      |
| Saint-Coulomb          | Saent-Cólon  | Sant-Kouloum | 2.970            | 18,04        | 35350       | 35263      |
| Saint-Malo             | Saent-Malo   | Sant-Maloù   | 30.850           | 24,61        | 35400       | 35288      |
| Saint-Méloir-des-Ondes | Saent-Meleir | Sant-Meleg   | 4.666            | 29,49        | 35350       | 35299      |
| Kanton Saint-Malo-1    | Saent-Malo-1 | Sant-Maloù-1 | 46.040           | 93,49        | -           | 3525       |

1. ↑  Nur der nördliche Teil der Gemeinde, der Rest gehört zum Kanton Saint-Malo-2.

## Politik
Im 1. Wahlgang am 22. März 2015 erreichte keines der fünf Wahlpaare die absolute Mehrheit. Bei der Stichwahl am 29. März 2015 gewann das Gespann Anne Le Gagne/Pierre-Yves Mahieu (beide Union de la droite) gegen Joël Hamel/Michèle Le Tallec (beide DVG) mit einem Stimmenanteil von 53,74 % (Wahlbeteiligung:49,64 %).
| Vertreter im conseil général des Départements | Vertreter im conseil général des Départements | Vertreter im conseil général des Départements |
| Amtszeit                                      | Name                                          | Partei                                        |
| --------------------------------------------- | --------------------------------------------- | --------------------------------------------- |
| 2015–2021                                     | Anne Le Gagne Pierre-Yves Mahieu              | UDI Via                                       |
| 2021–                                         | Florence Abadie Marcel Le Moal                | DVD                                           |